# Olyra tamanquareana
Olyra tamanquareana är en gräsart som beskrevs av Thomas Robert Soderstrom och Fernando Omar Zuloaga. Olyra tamanquareana ingår i släktet Olyra och familjen gräs. Inga underarter finns listade i Catalogue of Life.